# Gadčané

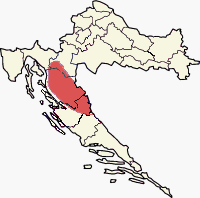
Region Lika, pravděpodobné sídliště Gadčanů

Gadčané (chorvatsky Guduščani, Gačani) byl v raném středověku slovanský kmen sídlící na území chorvatského regionu Lika mezi horní Kupou a dalmátským pobřežím nebo v okolí řeky Guduča  poblíž Bribiru (bývalé římské municipium Varvaria) v současné Šibenicko-kninské župě.

## Etymologie
Petar Skok and Radoslav Katičić odvozují jejich etnonymum z praslovanského *g?d-, podobnému  proto-pruskému gude ve smyslu  les. Skok a Petar Šimunović ho ale také odvozují z praslovanského *gad? (<gu-odh-/*guedh-) – had, nebo *gat? – brázda, hlubina, hráz. Konstantin VII. (905–959) ve svém díle De administrando imperio zmiňuje v 10. století župu v Chorvatsku se jménem Gutzekă, která se interpretuje jako Gacka.
Někeří historikové spojují název řeky Gacky u Otočacu s etnonymem Gadčanů, ale není jisté, zda Gacka získala své jméno podle kmene. Obecně není ani přijímán názor, že Gadčané byli pozůstatky germánských Gótů, protože jejich království se rozkládalo v Itálii a jeho existence skončila v polovině 6. století; přítomnost Gótů v Dalmácii a Liburnii nebyla převládající.

## Historie
V letopisech Annales regni Francorum se Gadčané zmiňují jako spojenci Franků, kníže Borna je označen jako dux Dalmatiae, dux Dalmatiae et Liburniae a dux Guduscanorum. Borna byl první vládce, o kterém je známo, že měl titul knížete (dux) Gadčanů, což naznačuje, že Gadčané mohli být základem Bornovy moci a ta se mohla rozkládat na mnohem větším území od Bribiru (u soutoku řeky Guduča s řekou Krka v Dalmácii) až k řece Gacka v regionu Lika, jižně od Dolní Panonie.
V roce 818 byli Gadčané spolu se zástupci dalších kmenů jižních Slovanů (národů) Timočanů a Praedenecentů (balkánští, východní Obodrité sídlící v Banátu při ústí Tisy do Dunaje) součástí poselstva Borny ke dvoru císaře Ludvíka Pobožného v Herstalu. Někteří historikové je spojují s blíže neurčeným lidem Khashānīn (snad Kašubové) zmíněných al-Mas'údím, ale starší předpoklad, že Gadčané pocházejí původně z území Moesie (současné Srbsko) a že se spolu s Timočany stali spojenci Franků, je sporný z důvodu nedostatku historických důkazů.
V roce 819 bojovali po boku Borny proti Ljudevítovi, knížeti Slovanů v Dolní Panonii. Byli součástí Bornovy armády v bitvě na Kupě s Ljudevítem, ale během bitvy k Ljudevítovi přeběhli. Poté se vrátili do svých sídel a Borna si je v krátkém čase po bitvě opět podmanil.
Interpretací byzantských a franských kronik považují někteří historikové Gadčany za kmen odlišný od Chorvatů a vyvozují, že vznikající chorvatská politická identita a moc nesouvisí s regionem Lika, spíše se Severní Dalmácii. Borna byl pravděpodobně jejich kmenový vůdce a Gadčané reprezentovali ve středověkém Chorvatsku jen jeden z malých kmenů mezi dalšími. Patrně až během vlády knížat Mislava nebo Trpimíra vznikla dynastie s nespornou chorvatskou identitou, která ji legitimizovala a šířila dále.